# Саратовска митрополија
Саратовска митрополија (рус. Саратовская митрополия) митрополија је Руске православне цркве.
Образована је одлуком Светог синода од 5/6. октобра 2011, а налази се у оквиру граница Саратовске области. У њеном саставу се налазе три епархије: Балашовска, Покровска и Саратовска.